# DeMarcus Nelson
DeMarcus De'Juan Nelson (Oakland, 2 novembre 1985) è un ex cestista statunitense con cittadinanza serba.
Era una guardia di 193 cm, molto atletica e con grande abilità nell'attaccare il ferro. Dopo il primo anno da professionista, trascorso tra NBA e D-League, nell'agosto 2009 si è trasferito nel campionato italiano, nell'Air Avellino.

## Palmarès

### Squadra
- Campionato francese: 1

ASVEL: 2018-19
- Coppa di Serbia: 2

Stella Rossa Belgrado: 2013, 2014
- Coppa di Grecia: 1

Panathinaikos:	2014-15
- Coppa di Francia: 1

ASVEL: 2018-19
- Match des Champions: 1

Cholet: 2010

### Individuale
- MVP Coppa di Serba: 1

Stella Rossa Belgrado: 2013
- All-Eurocup First Team: 1

Stella Rossa Belgrado: 2013-14
- LNB Pro A MVP finali: 1

ASVEL: 2018-19

#### College
- 2004 McDonald's All-American Game
- 2004 California Mr. Basketball
- California High School Scoring Leader (3,462 Points)
- 2004-05 ACC All-Freshman Team
- 2007 Atlantic Coast Sports Media Association All-ACC Honorable Mention
- 2008 ACC Defensive Player of the Year
- 2008 All-ACC First Team
- 2008 All-America Third Team